# Westrem
Westrem is een dorp in de Belgische provincie Oost-Vlaanderen en een deelgemeente van Wetteren, het was een zelfstandige gemeente tot aan de gemeentelijke herindeling van 1977.

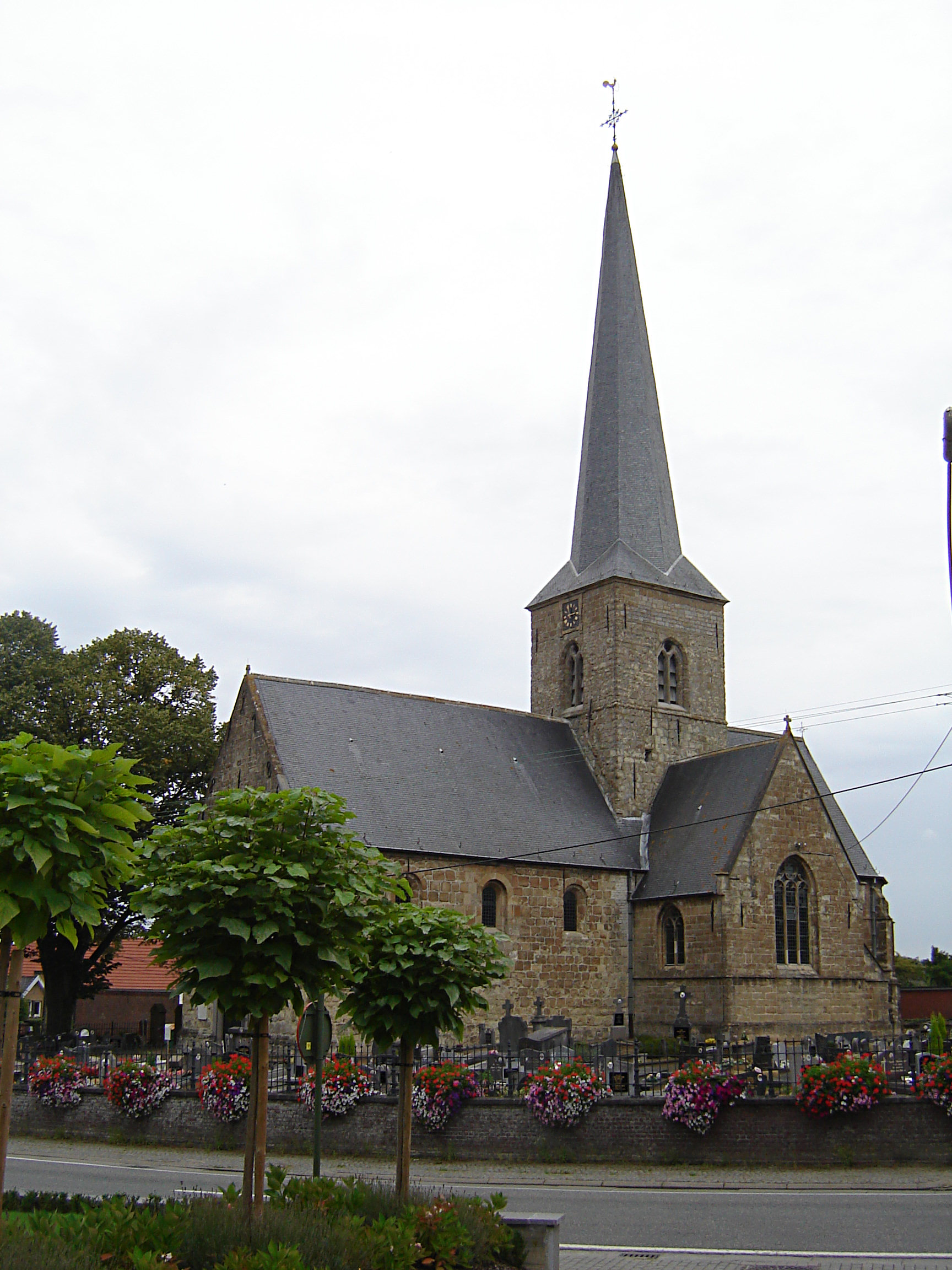
Sint-Martinuskerk

## Geschiedenis
Bij de oprichting van de gemeenten op het eind van het ancien régime vormde Westrem samen met Massemen de gemeente Massemen-Westrem. In 1899 werd die gemeente opgeheven en werd Westrem een zelfstandige gemeente. In 1977 verloor Westrem net als Massemen haar zelfstandigheid weer en beide gemeente fusioneerden met Wetteren.

## Demografische ontwikkeling
- Bronnen:NIS, Opm:1831 tot en met 1970=volkstellingen; 1976 = inwoneraantal op 31 december

## Bezienswaardigheden
- De in Ledische zandsteen opgetrokken Sint-Martinuskerk is beschermd als monument sinds 28 december 1936. De eerste vermelding van deze romaanse kerk dateert van 1145. De vroegste vermelding van een parochiekerk in Westrem (Wetteren) vinden we al in 1145. Het huidige schip gaat wellicht terug op het 12de-eeuwse, romaanse zaalkerkje. De vierkante toren dateert uit ongeveer 1300. In de loop der eeuwen volgden nog heel wat aanpassingen en uitbreidingen. De kerk heeft nu Sint-Martinus als patroonheilige, maar ze kende vroeger een bloeiende verering van Sint-Laurentius. De kerk is sinds 1936 beschermd als monument. In september 2018 werd de kerk ontwijd en kreeg het een nieuwe bestemming. Het werd een expositieruimte voor lokale en regionale (amateur)kunstenaars, maar ook een expositieruimte voor beeldende kunst van Martinus Art House.
- Het voormalig gemeentehuis

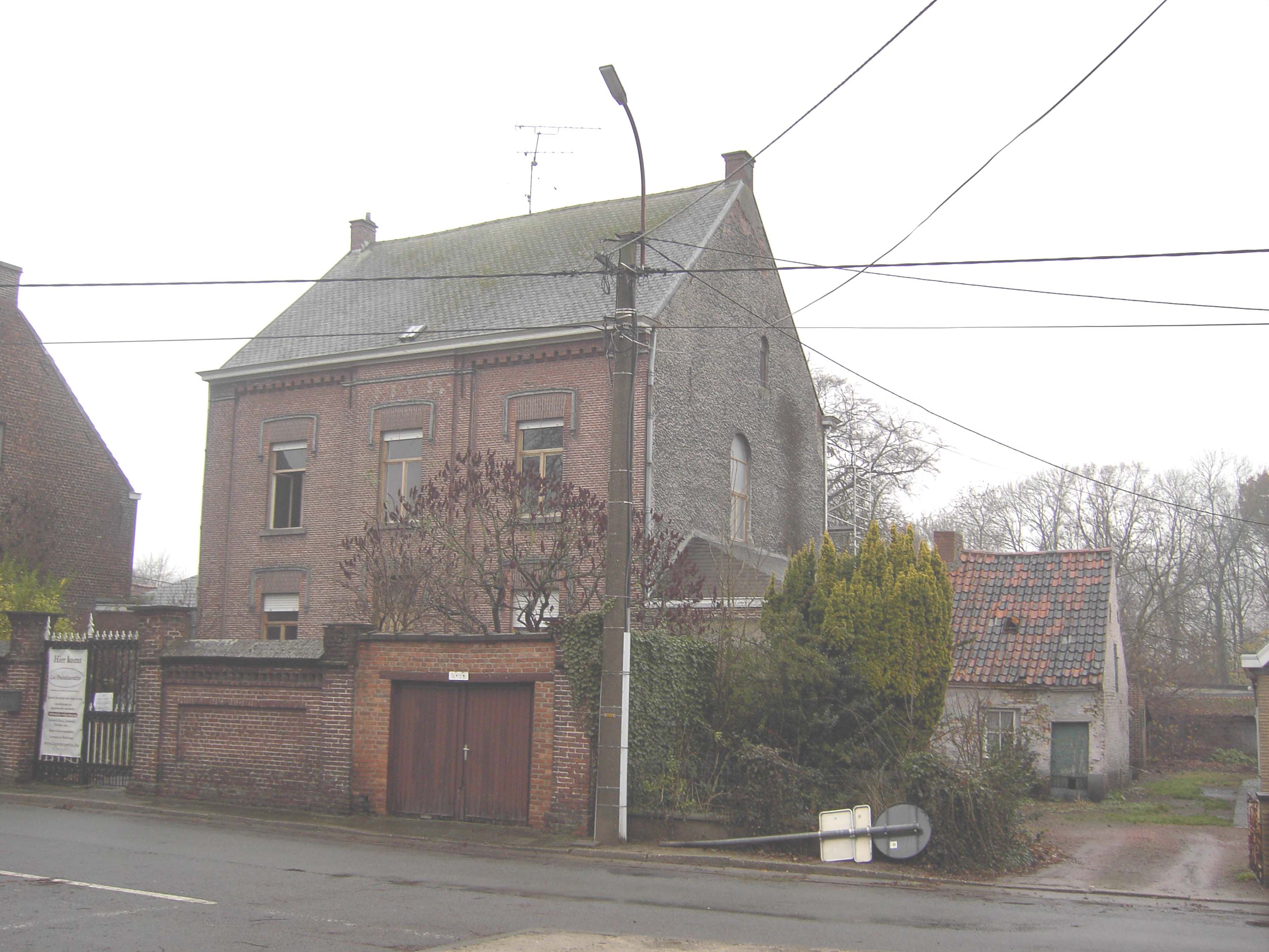
Voormalige pastorie.

## Natuur en landschap
Westrem ligt in Zandlemig Vlaanderen op een hoogte van 13-34 meter. Enkele beken, waaronder de Molenbeek, lopen in noordoostelijke richting. Een tweetal autowegen en een spoorlijn doorsnijden het grondgebied. Deze lopen alle in zuidoostelijke richting, van Gent naar Brussel.

## Nabijgelegen kernen
Massemen, Bavegem, Oordegem